# Badawi El-Bedewi
Badawi El-Bedewi est un boxeur égyptien né le 14 mai 1942 à El-Mahalla el-Koubra et mort avant 2016.

## Carrière
Badawi El-Bedewi est médaillé d'argent dans la catégorie des poids plumes aux Jeux méditerranéens de Naples en 1963 ainsi qu'aux championnats d'Afrique de boxe amateur 1964 à Accra.
Aux Jeux olympiques d'été de 1964 à Tokyo, il est éliminé au premier tour dans la catégorie des poids plumes par le Nigérian Anthony Andeh.